# Jackie's Strength
"Jackie's Strength" é uma canção escrita por Tori Amos, lançada como segundo single do álbum From the Choirgirl Hotel. 
As letras referem-se a Jackie Onassis, há também uma breve referência ao assassinato de John F. Kennedy ("Shots rang out, the police came"), embora Amos explicou que a música também se refere a suas próprias dúvidas pessoais sobre o casamento. Amos reiterou isso em uma entrevista com o colunista Steven Daly da revista Rolling Stone (edição #789, 25 de junho de 1998).

## Listas de músicas e formatos

### EUA: CD único
Inclui videos de "Jackie's Strength" e "Raspberry Swirl"
1. "Jackie's Strength" - 4:17
2. "Never Seen Blue" - 3:41
3. "Beulah Land" - 2:56

### EUA: CD remix
1. "Jackie's Strength (editado)" - 4:03
2. "Father Lucifer (Sylkscreen remix)" - 4:30
3. "Jackie's Strength (Wedding Cake Club Mix)" - 8:40
4. "Jackie's Strength (One Rascal Dub #1)" - 6:24
5. "Father Lucifer (Sylkscreen remix instrumental)" - 4:26
6. "Jackie's Strength (Wedding Cake Meltdown Mix)" - 8:19
7. "Jackie's Strength (One Rascal Dub #2)" - 5:02
8. "Jackie's Strength (batidas Bônus)" - 2:41

## Desempenho nas paradas
| Ano  | Gráfico                 | Posição |
| ---- | ----------------------- | ------- |
| 1998 | Hot 100 Singles         | 54      |
| 1998 | Hot 100 Airplay         | 42      |
| 1998 | Hot 100 Singles         | 61      |
| 1999 | Hot Dance Club Songs    | 1       |
| 1999 | Hot Dance Singles Sales | 5       |
| 1999 | Canadian Hot 100        | 12      |